# Cratere Celsius
Celsius è un cratere lunare di 38,96 km situato nella parte sud-orientale della faccia visibile della Luna, a nord-nord-est del cratere Zagut e a sud del cratere Büsching.
Questo cratere è fortemente eroso e il margine sudoccidentale è danneggiato da molteplici minuscoli impatti. Vi è una spaccatura che forma una valle in direzione di Celsius A, verso nord. Il pianoro interno, a parte un piccolo cratere nella parte settentrionale, è privo di caratteristiche.
Il cratere è dedicato al fisico e astronomo svedese Anders Celsius.

## Crateri correlati
Alcuni crateri minori situati in prossimità di Celsius sono convenzionalmente identificati, sulle mappe lunari, attraverso una lettera associata al nome.
| Celsius | Coordinate            | Diametro (in km) |
| ------- | --------------------- | ---------------- |
| A       | 32°58′12″S 20°29′24″E | 12,39            |
| B       | 34°39′00″S 19°37′48″E | 5,74             |
| D       | 34°45′36″S 19°04′12″E | 19,19            |
| E       | 32°55′12″S 20°02′24″E | 9,22             |
| H       | 33°50′24″S 20°06′36″E | 5,09             |